# Government Communications Security Bureau
Le Government Communications Security Bureau (ou GCSB) (en français « Bureau de la sécurité des communications du gouvernement ») est un service de renseignement de la Nouvelle-Zélande consacré au renseignement d'origine électromagnétique (ROEM) et la sécurité des communications du gouvernement néo-zélandais. 
Le GCSB est approuvé le 15 mars 1977 par le Premier ministre Robert Muldoon et entre en activité le 1er septembre 1977. Il travaille en coopération avec les agences de renseignement d'origine électromagnétique des autres pays signataires du traité UKUSA.

## Histoire

### Infrastructure précédente
La Nouvelle-Zélande entretient une activité de renseignement SIGINT depuis la Seconde Guerre mondiale. En 1946, le gouvernement donne son accord pour la réhabilitation d'une station d'interception à Waiourou, dépendante de la Royal New Zealand Navy. Connue sous le nom de NR1 (Navy Receiver 1), la station est opérationnelle en 1948 et constitue l'installation principale de l'activité SIGINT en Nouvelle-Zélande durant trente-quatre ans,. 
En 1955, la New Zealand Combined Signals Organisation (NZCSO) est créée, concrétisant la volonté d'une infrastructure permanente émise par les services secrets britanniques. De cette manière, la participation néo-zélandaise au réseau ECHELON est assurée jusqu'à la formation du GCSB dans les années 1970,,.

### Création et mise en place
Peu après la première élection générale de Nouvelle-Zélande en 1975, le nouveau Premier ministre Robert Muldoon autorise l'entrée des navires de guerre à propulsion nucléaire des États-Unis dans les ports néo-zélandais. Au cours de l'année suivante, par deux fois, des croiseurs de l'US Navy sont intimidés au moment d'entrer dans les ports de Wellington et Auckland. Une contestation grandissante s'empare de la population, hostile au nucléaire. En réponse, en 1977, le gouvernement fait adopter plusieurs amendements permettant la surveillance des citoyens néo-zélandais, notamment les écoutes téléphoniques,. 
Dans ce contexte, la création d'une agence dédiée au renseignement d'origine électromagnétique est recommandée par le New Zealand Intelligence Council (NZIC). Depuis plusieurs années déjà, Colin Hanson, responsable du NZCSO, cherche à développer une organisation semblable à celles des autres nations membres des Fives Eyes. Le 15 mars 1977, le GCSB est approuvé par Muldoon, qui en confie la direction à Hanson. Quelques mois plus tard, le 1er septembre 1977, le Bureau entre en activité,.

## Organisation

### Généralités
Il s'agit d'un département de service public de Nouvelle-Zélande, supervisé directement par un ministre, responsable du GCSB. Son siège est à la Pipitea House, à Wellington, et le directeur actuel en est Andrew Clark, nommé en octobre 2023 pour une durée de cinq ans. Les missions du GCSB sont divisées en trois domaines d'expertise : le renseignement d'origine électromagnétique, la sécurité des systèmes d'information et la coopération avec les services de police et les autres agences gouvernementales,.  
En 1996, selon le journaliste Nicky Hager, le budget du GCSB est de 20 millions de dollars. En marge du développement technologique lié aux télécommunications dans les années 2000 et 2010, la part allouée au financement du Bureau augmente considérablement. Sur les 196 millions de dollars reçus par le NZIC en 2020, à dépenser sur une période de quatre années, 139 millions de dollars sont versés au GCSB. En 2022, des financements supplémentaires sont accordés pour lutter contre le terrorisme,.  

### Installations
De 1977 à 1982, la station NR1 d'interception des communications radios hautes fréquences (HF), identifiée NZC-331, est exploitée sous la responsabilité du GCSB. Afin de développer son activité SIGINT, le gouvernement néo-zélandais fait construire deux autres stations d'interception dans les années 1980, encore actives de nos jours,. 

#### Station de Tangimoana
En 1982, la station NR1 est fermée et son personnel réaffecté dans une nouvelle station, située à l'Ouest de Palmerston Norh,. Dotée d'une antenne capable d'intercepter les communications radios HF des navires dans le Sud de l'océan Pacifique, les installations de Tangimoana (NZC-332) sont rapidement considérées comme insuffisantes. En cause, l'important déploiement de satellites de télécommunications dans les années 1980, qui utilisent des fréquences différentes (très hautes fréquences et ultra hautes fréquences),. 

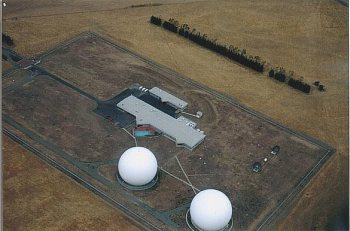
Photo aérienne de la station d’écoute de Waihopai, en Nouvelle-Zélande.

#### Station de Whaihopai
Une station dédiée à l'interception des communications sur ces bandes de fréquences est autorisée en 1987 par le Premier ministre David Lange. Entrée en activité en 1989, la station de Whaihopai (NZC-333) dispose d'abord d'une unique antenne parabolique de 18 mètres de diamètre, avant la construction d'une seconde antenne en 1997,. Plus que les communications militaires, cryptées, les installations de la station interceptent les appels téléphoniques, les télécopies et les messages électroniques selon des listes de mots-clés communes à tous les services de renseignement du réseau ECHELON,,,. En novembre 2021, le GCSB annonce que les deux antennes et leurs radômes vont être déconstruits et retirés de la station, leur technologie étant devenue obsolète,. 

## Activités
Les cibles du renseignement sont habituellement classifiées, mais le rapport annuel du GCSB de 1985-86 a été conservé par l'ancien Premier ministre David Lange et publié avec d'autres papiers après sa mort. Parmi les cibles, le rapport liste les communications diplomatiques de l'ONU, le renseignement naval argentin, l'Égypte, le Japon, les Philippines, les États insulaires du Pacifique, la France, le Viêt Nam, les Soviétiques, la Corée du Nord, l'Allemagne de l'Est, le Laos et l'Afrique du Sud.
Le GCSB a aussi des stations mobiles embarquées à bord de navires de la Royal New Zealand Navy, dont les frégates HMNZS Canterbury, HMNZS Wellington, HMNZS Waikato, HMNZS Southland et le navire océanographique HMNZS Monowai. Il dirige aussi des missions d'écoute électronique d'unités de la New Zealand Army, notamment la 53 Electronic Warfare Troop basé à Hobsonville qui travaille en coopération avec le Special Air Service of New Zealand. Le GCSB a par ailleurs affecté des personnels à des bases d'écoute britanniques et australiennes.
Services de renseignements partenaires dans le cadre du traité UKUSA :
- NSA (National Security Agency) pour les États-Unis ;
- GCHQ (Government Communications Headquarters) pour le Royaume-Uni ;
- CSTC (Centre de la sécurité des télécommunications Canada) pour le Canada ;
- ASD (Australian Signals Directorate) pour l'Australie ;